# ريتش موران
ريتش موران (بالإنجليزية: Rich Moran)‏ هو لاعب كرة قدم أمريكية أمريكي، ولد في 19 مارس 1962 في بويسي في الولايات المتحدة.